# Magdalenapolder (Biervliet)
De Magdalenapolder is een polder ten zuiden van Biervliet, behorende tot de Polders rond Biervliet.
De polder was een bedijking van schorren in de Braakman, welke plaatsvond in 1780 en waarbij een polder van 60 ha ontstond. Belanghebbenden waren Jacobus Mersen, die Heer was van Nieuwvliet, Machiel Faro, Pieter Alverez, die Heer was van Westdorpe, en Johan Abraham Staal. In 1808 vond er een dijkdoorbraak plaats, maar deze werd hersteld.
In de polder ligt de buurtschap Kapitalendam.
De polder wordt begrensd door de Annaweg, de Isabellaweg, de Passageuleweg, en de Magdalenadijk.
In het noorden grenst het gebied aan de Mariapolder, in heet westen aan de Sint Annapolder.